# Euxoa virgata
Euxoa virgata là một loài bướm đêm trong họ Noctuidae.